# BRM P261
BRM P261 - шасси British Racing Motors, использовавшееся командой BRM в Формуле-1 с 1964 по 1967 год, частными командами - с 1966 по 1968 год. С использованием BRM P261 British Racing Motors дважды стали вторыми в Кубке Конструкторов Формулы-1.

## 1964
British Racing Motors перешли на BRM P261 после сезона 1963 Формулы-1. Грэм Хилл и Ричи Гинтер продолжили выступать за команду. Первая же гонка привела BRM к победному дублю: Хилл выиграл Гран-при Монако, Гинтер пришёл вторым. Однако два следующих этапа - Гран-при Нидерландов и Бельгии - были выиграны действующим чемпионом Джимом Кларком, выступавшим за Lotus. В зачёт BRM за две гонки пошло лишь 6 очков за два четвёртых места: Хилла в Нидерландах и Гинтера в Бельгии.  

Грэм Хилл занял второе место на Гран-при Франции (при победе Дэна Герни за Brabham). Ричи Гинтер пришёл пятым. На Гран-при Великобритании Грэм Хилл также стал вторым, а выиграл Джим Кларк. Соответственно, после пяти Гран-при British Racing Motors шли на 2 месте в Кублке Конструкторов, с отставанием от Lotus на семь очков.  

Переломный момент сезона настал на Гран-при Германии. Выиграл Джон Сёртис, пилот Scuderia Ferrari. Хилл снова пришёл вторым и обогнал Кларка в чемпионате пилотов. Однако на Гран-при Австрии и Италии Грэм Хилл сошёл. При этом Ричи Гинтер занял второе место на Цельтвеге и четвёртое в Монце. Scuderia Ferrari продолжила побеждать: Лоренцо Бандини победил в Австрии, а Джон Сёртис - в Италии. В итоге он приблизился к Джиму Кларку и Грэму Хиллу в чемпионате, а команда Ferrari вышла на 1 место в Кубке Конструкторов.

Грэм Хилл выиграл Гран-при США. Однако в финальной гонке - Гран-при Мексики - BRM снова остались без очков: Хилл стал 11-м из-за технических проблем, Гинтер - восьмым. Второе место принесло Джону Сёртису чемпионство, а Scuderia Ferrari - выигрыш в Кубке Конструкторов. British Racing Motors заняли второе место, а Грэм Хилл стал вице-чемпионом. Ричи Гинтер занял пятую позицию, сумев финишировать во всех гонках.

## 1965
После сезона 1965 Формулы-1 из British Racing Motors ушёл Ричи Гинтер, подписавший контракт с Honda. Вместо него в команду пришёл новичок - британец (Шотландия) Джеки Стюарт. Грэм Хилл остался в составе команды. Команда начала с подиума Грэма Хилла на Гран-при ЮАР. Джеки Стюарт занял шестое место, набрав 1 очко в дебютной гонке. Грэм Хилл выиграл Гран-при Монако, которое также стало первым подиумом Стюарта (3 место). В итоге Хилл вышел в лидеры чемпионата.  

Однако на Гран-при Бельгии Грэм Хилл стал лишь пятым, отстав на круг от победителя - Джима Кларка, выигравшего стартовый этап. Джеки Стюарт, при этом, пришёл вторым. На французском этапе ситуация повторилась - Стюарт второй, Хилл пятый при победе Кларка.  

Джим Кларк выиграл три следующих гонки, обеспечив себе второй чемпионский титул. На Гран-при Великобритании Грэм Хилл занял второе место, а Джеки Стюарт - пятое. Машина BRM P261 пришла второй и на Гран-при Нидерландов, на этот раз отличился Стюарт при четвёртом месте Хилла. Соответственно, на протяжении шести подряд гонок оба пилота BRM набирали очки, причём хотя бы один приходил на подиум. Но на Гран-при Германии Джеки Стюарт сошёл с дистанции уже на третьем круге. Грэм Хилл стал вторым. 

British Racing Motors оформили дубль на Гран-при Италии. Джеки Стюарт выиграл впервые в своей карьере, а вторым, с небольшим отставанием, пришёл Грэм Хилл. Гран-при США принесло вторую победу Хиллу, однако Стюарт сошёл с трассы. Последним было Гран-при Мексики, где оба гонщика BRM не смогли финишировать. Победа досталась Ричи Гинтеру. Итогом сезона для British Racing Motors стало, как и в 1964, второе место в Кубке Конструкторов. Грэм Хилл снова стал вторым, а Джеки Стюарт занял третье место в дебютном сезоне. Оба гонщика остались в составе команды на следующий сезон.

## 1966
В Сезоне 1966 Формулы-1 шасси BRM P261 было использовано не только официальной командой — Owen Racing Organisation, но и частниками. Британец Иннес Айрленд ездил за команду Бернарда Уайта, а его соотечественник Вик Уилсон и американец Боб Бондурант — за Team Chamaco Collect. Первая гонка сезона — Гран-при Монако, где в итоговую классификацию попали лишь четверо гонщиков — стала очень успешной для British Racing Motors: гонку во второй раз в своей карьере выиграл Джеки Стюарт, Грэм Хилл занял третье место, а частник Боб Бондурант единственный раз в карьере набрал очки, став четвёртым. Однако на Гран-при Бельгии уже на первом круге произошла массовая авария. Джеки Стюарт был травмирован и пропустил следующий этап, сошёл и Грэм Хилл. Team Chamaco также сошла с дистанции. Победу одержал чемпион мира 1964 года Джон Сёртис. На Гран-при Франции British Racing Motors вышли всего одной машиной. Грэм Хилл стартовал лишь с восьмого места и сошёл на 13-м круге. 

Джеки Стюарт вернулся в Формулу-1 на домашнем для себя и команды Гран-при Великобритании, но сошёл с трассы. Грэм Хилл занял третье место, а победу, как и в прошлой гонке, одержал австралиец Джек Брэбем, глава своей собственной команды Brabham. Гран-при Нидерландов и Германии были также выиграны Брэбемом, который обеспечил себе чемпионство на Нюрбургринге. Оба гонщика British Racing Motors на этих этапах смогли набрать очки. В Зандвоорте Хилл занял второе место, Стюарт - четвёртое (с отставанием на один и два круга соответственно). На Нюрбургринге Грэм Хилл стал четвёртым, а Джеки Стюарт - пятым.  

Конец сезона оказался провальным для BRM. Гран-при Италии, США и Мексики не принесли ни одного очка команде. И Стюарт, и Хилл каждый раз сходили по техническим причинам. Лучшим результатом стало седьмое место Боба Бондуранта в Монце. В итоге British Racing Motors заняли только четвёртое место в Кубке Конструкторов с 22 очками. Грэм Хилл стал пятым, набрав 17 очков, и после этого ушёл в Team Lotus. Джеки Стюарт занял 7 место, имея 14 очков. На следующий сезон был подписан контракт с Майком Спенсом.

## 1967-1968
В сезоне 1967 Формулы-1 British Racing Motors использовали BRM P261 лишь в двух гонках, а основным стало шасси BRM P83. На BRM P261 ездил только Джеки Стюарт. Он сошёл с трассы на Гран-при Монако. Однако на Гран-при Франции Стюарт занял третье место, принеся BRM 4 очка. В Кубке Конструкторов команда стала шестой, набрав 17 очков. Кроме выступавшего за заводскую команду Джеки Стюарта, на BRM P261 в 1967 ездили гонщики частных команд - Пирс Каридж и Крис Ирвин (Reg Parnell Racing), а также Дэвид Хобс (Bernard White Racing). Никто из них не сумел набрать очков.  

Последней гонкой Формулы-1 для BRM P261 стало Гран-при Италии 1968 года. Гонщик Bernard White Racing австралиец Фрэнк Гарднер не прошёл квалификацию.